# Presque Isle Harbor (Míchigan)
Presque Isle Harbor es un lugar designado por el censo ubicado en el condado de Presque Isle en el estado estadounidense de Míchigan. En el Censo de 2010 tenía una población de 600 habitantes y una densidad poblacional de 33,72 personas por km².

## Geografía
Presque Isle Harbor se encuentra ubicado en las coordenadas 45°19′18″N 83°29′10″O / 45.32167, -83.48611. Según la Oficina del Censo de los Estados Unidos, Presque Isle Harbor tiene una superficie total de 17.8 km², de la cual 16.18 km² corresponden a tierra firme y (9.05%) 1.61 km² es agua.

## Demografía
Según el censo de 2010, había 600 personas residiendo en Presque Isle Harbor. La densidad de población era de 33,72 hab./km². De los 600 habitantes, Presque Isle Harbor estaba compuesto por el 98.83% blancos, el 0.17% eran afroamericanos, el 0.5% eran amerindios, el 0.17% eran asiáticos, el 0% eran isleños del Pacífico, el 0% eran de otras razas y el 0.33% pertenecían a dos o más razas. Del total de la población el 1.17% eran hispanos o latinos de cualquier raza.